# Aéroport Jalaluddin
L'Aéroport Jalaluddin est un aéroport desservant la ville de Gorontalo, dans la province de Gorontalo, en Indonésie (code IATA : GTO • code OACI : WAMG).

## Situation
| Banda Aceh Denpasar Pangkal · Pinang Tanjung · Pandan Djakarta-Soekarno-Hatta Bengkulu Solo Semarang Pangkalan · Bun Palangkaraya Sampit Palu Djakarta-Halim Perdanakusuma Samarinda Malang Surabaya Balikpapan Ende Kupang Komodo Gorontalo Jambi Bandar Lampung Ambon Tarakan Ternate Manado Gunung · Sitoli Medan Wamena Biak Merauke Timika Jayapura Pekanbaru Batam Tanjung · Pinang Bau-Bau Banjarmasin Makassar Palembang Bandung Pontianak Ketapang Bima Lombok Manokwari Sorong Padang Yogyakarta |

## Compagnies aériennes et destinations
| Compagnies                             | Destinations                                      |
| -------------------------------------- | ------------------------------------------------- |
| Aviastar                               | Buol, Luwuk, Palu-Mutiara, Toli Toli (en)         |
| Batik Air                              | Djakarta-S.-Hatta, Makassar-Sultan-Hasanuddin     |
| Citilink                               | Makassar-Sultan-Hasanuddin                        |
| Garuda Indonesia                       | Makassar-Sultan-Hasanuddin                        |
| Garuda Indonesia opéré par Explore Jet | Manado-S. Ratulangi                               |
| Lion Air                               | Makassar-Sultan-Hasanuddin                        |
| Sriwijaya Air                          | Makassar-Sultan-Hasanuddin                        |
| Wings Air                              | Luwuk, Manado-S. Ratulangi, Tarakan, Palu-Mutiara |

Édité le 07/02/2018

## Extension
Une nouvelle piste de 2 500 mètres sur 45 sur un terrain de 40 hectares loués à l'armée de l'air indonésienne doit être construite, ainsi qu'un nouveau terminal et une clôture pour empêcher l'intrusion de bétail, et ce pour 2015.

## Incidents
Le 6 août 2013, un appareil de Lion Air percute une vache lors de l'atterrissage et glisse sur le côté pour finir dans l'herbe. Il n'y a aucun blessé parmi les 117 passagers et membres d'équipage.